# Museo della civiltà contadina di Calvisano
Il Museo della civiltà contadina di Calvisano è un museo etnografico di Calvisano, in provincia di Brescia.

## Descrizione
Il museo fu fondato nel 1972 da Angelo Faccio come ampliamento di proprie mostre precedenti fatte in collaborazione con il Gruppo Pesa. Fu allestito nell'ex chiesa quattrocentesca di San Michele, concessa in comodato d'uso da Fausto Lechi e figli al comune di Calvisano, e proseguì grazie alla donazione della famiglia Faccio e di privati.
Dedicato alla civiltà contadina, la collezione comprende oggetti, attrezzi, documenti e fotografie ripercorrendo la storia dell'artigianato locale e del lavoro rurale: dalla produzione di zoccoli, filatura e tessitura al lavoro della terra e della vinificazione.
L'esposizione è divisa in settori:
- Agricoltura: carri agricoli e calessi; aratri e grandi macchine per ogni fase della trebbiatura; briglie, morsi, gioghi e selle.
- Artigianato: mola dell'arrotino; lesine del calzolaio; vari attrezzi e strumenti di barbieri, calderai, carradori, muratori, ombrellai; incudini, fucine, martelli e tenaglie del fabbro-ferraio e del maniscalco.
- Caseario: caldaie, stampi e misure per la lavorazione del latte in burro e formaggio.
- Domestico: attrezzi del lavoro domestico e della cucina.
- Infanzia: bambole, carrettini, culle, giocattoli, pallottolieri, panchette e seggioloni.
- Tessile: mulinelli, navette, pettini, rocchette e telai per la filatura e tessitura di lana, seta, lino e canapa.
- Vinificazione: torchi e strumenti per la vinificazione.